# Alto de la Colladiella
Die Alto de la Colladiella ist ein 848 Meter hoher spanischer Gebirgspass in der Provinz Asturien. Er verbindet die Gemeinden San Martín del Rey Aurelio im Norden mit Mieres del Camino im Westen über die AS-337.

## Auffahrten
Die Nordauffahrt beginnt in der Ortschaft Sotrondio und weist auf einer Länge von neun Kilometern eine durchschnittliche Steigung von 6,6 % auf. Die ersten vier Kilometern verlaufen bei moderaten Steigungsprozenten aufwärts, ehe die Straße nach Perabeles stärker zu steigen beginnt und bei rund 9 % im Schnitt auf die Passhöhe führt.
Die Westauffahrt startet in der Ortschaft Figaredo und weist auf einer Länge von 15,4 Kilometern eine Durchschnittssteigung von 3,9 % auf. Die ersten elf Kilometer führen bei geringen Steigungsprozenten durch besiedeltes Gebiet, ehe sich die Charakteristik des Passes auf den letzten 4,5 Kilometern verändert. Die Straße beginnt nun steiler anzusteigen, wobei Kilometerschnitte von bis zu 9 % erreicht werden. Im letzten Drittel liegt der Steigungsschnitt des Passes bei rund 8 %.
Eine alternative Auffahrtsmöglichkeiten bietet die LA-7 von Langreo.

## Radsport
Die Vuelta a España führte im Jahr 2000 erstmals über die Alto de la Colladiella. Damals nutzte die Organisation die Nordauffahrt von San Martín del Rey Aurelio, ehe die Etappe nach der Alto del Cordal (790 m) mit einer Bergankunft auf dem Alto de Angliru (1558 m) endete. Auf der Passhöhe wurde damals eine Bergwertung der 1. Kategorie abgenommen, die sich der Italiener Alessandro Petacchi sicherte.
Im Jahr 2005 kehrte der Pass als vorletzter Anstieg der 15. Etappe ins Programm der Spanien-Rundfahrt zurück, wobei erneut die Nordauffahrt befahren wurde. Der Spanier Roberto Heras nutze den Anstieg und forcierte das Tempo, ehe er den gesamtführenden  Russen Denis Menschow in der nachfolgenden Abfahrt distanzierte. Auf den letzten rund 50 Kilometern baute er seinen Vorsprung weiter aus und gewann die Etappe, die mit einer Bergankunft im Skiresort Valgrande Pajares endete. Denis Menschow erreichte das Ziel auf dem 18. Platz mit einem Rückstand von mehr als fünf Minuten und musste die Gesamtführung an Roberto Heras abgeben, der wenige Tage später seine vierte Vuelta a España gewann. Im Jahr 2008 kehrte der Pass im Vorfeld des Alto de Angliru zurück, wobei nach Joaquim Rodríguez im Jahr 2005 mit Christophe Kern erstmals ein Franzose über die Passhöhe führte.
Auch bei der bislang letzten Befahrung im Jahr 2023 wurde die Alto de la Colladiella auf der 17. Etappe über die Nordseite befahren. Remco Evenepoel sicherte sich die Bergwertung, ehe es über die Alto del Cordal auf die Alto de Angliru ging.
Im Jahr 2024 wurde die Nordauffahrt der Alto de la Colladiella im Rahmen der 15. Etappe zweimal passiert. Wie im Jahr 2005 ging es im Anschluss zum Skiresort Valgrande Pajares, wobei sich das Ziel diesmal beim Cuitu Negru auf einer Höhe von 1847 Metern befand. Bei der zweiten Überquerung wurden neben den Bergpunkten auch Zeitbonifikationen vergeben. Der Australier Jay Vine führte beide Male über die Passhöhe.
| Jahr | Etappe     | Bergwertung  | Fahrer              | Auffahrt |
| ---- | ---------- | ------------ | ------------------- | -------- |
| 2000 | 16. Etappe | 1. Kategorie | Alessandro Petacchi | Nord     |
| 2005 | 15. Etappe | 1. Kategorie | Joaquim Rodríguez   | Nord     |
| 2008 | 13. Etappe | 1. Kategorie | Christophe Kern     | Nord     |
| 2023 | 17. Etappe | 1. Kategorie | Remco Evenepoel     | Nord     |
| 2024 | 15. Etappe | 1. Kategorie | Jay Vine            | Nord     |
| 2024 | 15. Etappe | 1. Kategorie | Jay Vine            | Nord     |